# 法律确信
法律确信（或）是一种认为某行为是法律义务的信念。这种信念引发的行为与基于个人习惯或认知而作出的行为有显著不同。这一术语常被应用于司法程序中，如辩护。
法律确信是一种信念，是习惯作为法律渊源的主观要件，在国内法和国际法中都是如此。国际法中习惯作为法律渊源的另一要件是国家实践，它更容易辨认，所以更加客观。某行为要成为习惯国际法，它必须是长期的和一般的国际惯例。

## 在国内法上的应用
法律确信在有关自卫的案件中有用武之地。在自卫的场合，使用武力必须以当时情况为限。打击攻击者的行为可能有正当的理由；但是，这种对合法权利的诉求并非无限的，法律对其可被接受的范围和程度做了限制。即使在权利受侵害情况下，使用的武力也必须与当时的环境，攻击者和所涉人员的身体状况以及所使用的任何武器或工具的条件相匹配。

## 在国际法上的应用
在国际法中，法律确信是用来判断一个国家的实践是否是出于该国相信它有法律义务为某一特定行为的主观因素。 当法律确信存在并且与几乎所有的国家惯例一致时，便形成了习惯国际法。  法律确信本质上意味着国家必须遵守规范，不仅仅是出于便利、习惯、巧合或政治权宜之计，而是出于法律义务感。国际法院规约第38条第1款(b)项承认“国际习惯”为法律渊源，但要求这种习惯为“作为通例之证明”(客观成分)且“被接受为法律”。例如，虽然国家元首在见面时常常握手，但这样做并非由于他们确信国际法规范如此要求。  另一方面，如果一个国家在未经派遣国同意的情况下起诉该国大使，则可能会产生某种形式的国际法层面的法律后果。在这个意义上，外交豁免的国际法规则中确实存在法律确信。
因为法律确信指的是国家作为行为主体时的心理状态，即国家如此行事的原因，所以很难识别和证成。实践中，许多资料被用来证明法律确信存在，包括外交信函、新闻稿和其他政府政策声明、法律顾问的意见、关于法律问题的官方手册、立法、国家和国际司法判决、国家认可的法律简报、国家批准的包括着同样义务一系列条约、联合国的决议和声明等等。在 Paquete Habana 案（The Paquete Habana)(1900年，美国最高法院关于沿海小渔船能否在战争期间根据国际习惯法免于被捕的问题的裁决)中，法律确信存在的证据包括中世纪英国皇家法令、欧洲国家之间的协议、在早期冲突中向美国海军发布的命令，以及法律学者的意见。国家实践的背景、环境和方式也可用于推定法律确信的存在。例如，国际法院在1969年北海大陆架案（North Sea Continental Shelf cases）中指出，“这些行为不仅必须是一种现存的通例，同时还需要作为一种信念的证据，即相信该行为为一项要求它的法律规则的存在所规定。”  尽管如此，国家的动机可以随着时间的推移而改变，法律确信并不一定是每次行动的主要推动力。  拉克斯法官在北海大陆架案的异议书中所写，“在制定（习惯法）规则的后续阶段，促使各国接受这一规则的动机都因案件而异。 无一例外。无论如何，假定所有国家，甚至那些提出某种做法的国家，都认为自己是根据法律义务行事，而该法律义务源于一个幻想中的规则，那这个假定实际上否认了制定这种规则的可能性。”
尽管证明行为人为什么会以某种方式行事很困难，但若要证明它为什么没有如此行动却更加困难的。  因此，证明一种行为是出于法律义务感的必要性和难度使得国际习惯法难以发展为一种禁止性规范。  现代国际习惯法理论发展的一个重要案例是 Lotus 案(Lotus case)，法国试图抗议土耳其试图刑事管辖一名在公海(土耳其领域以外)上涉嫌犯罪法国公民。 法国列举了一些历史事实，以证明国籍国或船旗国对此类案件具有专属管辖权。  然而，常设国际法院(国际法院的前身)认为，证据仅仅表明，“各国在实践中往往不提起刑事诉讼，并不代表它们承认自身有义务这样做; 因为只有在这种弃权是基于它们意识到有责任不起诉的情况下，才有可能谈到国际惯例” 北海大陆架案（North Sea Continental Shelf cases）赞同和引用了该推理，该案件同样拒绝承认“适当方法把从海岸线延伸出的大陆架划定为北海沿岸国家的领土”为习惯国际法。  国际法院也认为习惯国际法不禁止使用或威胁使用核武器，尽管有人认为这是始终如一的国际惯例。  如在北海大陆架案（North Sea Continental Shelf cases）中一样，法院认为，二战后，没有一个国家对另一个国家使用过核武器这一事实本身并不反映法律确信。一些国家指出，据已经发布了一系列联合国决议“处理核武器问题，并一贯确认核武器是非法的” ，这些国家认为这意味着“存在禁止使用这些武器的习惯国际法规则”  然而，国际法院指出，拥有核武器的国家几乎总是反对这些决议，这有力地表明，这些国家不相信存在禁止使用核武器的习惯法。此外，它还指出，不使用核武器实际上可以提供证据证明它们已经作为一种威慑力量被“使用”了。
这个逻辑框架对于现有的国际习惯法规范仍具意义，但是在新的或者正在形成的习惯国际法规则的背景下，它就成了问题。  如果某通例目前不是国际习惯法的一部分，那么询问一个国家对有无对该通例合法性的信念是不合逻辑的。简单来说，这就是在询问一国是否相信其实践符合一项尚不存在的法律。  这种悖论在一定程度上可以通过国际习惯法的“结晶”思想得到解决，这种思想认为，通例和法律义务共同演变，并最终成熟为法律。  在该模型中，这一过程分为三个阶段: 首先，一些国家遵守某一惯例的原因不是出于法律义务感(例如政治上的权宜之计、经济利益、礼貌等) ; 然后，各国实践这一惯例或根据这一惯例提出要求，从而强化该惯例，并在预期其将能继续实行的基础上建立互惠和依赖的循环; 最后，随着这些关系的数量和复杂性不断扩大，它们最终转变为一般规则。  在这一最后阶段，随着更多的国家意识到这种行为并积极参与或至少被动地默许这种做法，这些国家的行为方式开始因它们相信正在遵守一项新出现的习惯法规则而不断强化。